# Хмельницкий (малый противолодочный корабль)
МПК «Хмельницкий» (U208) — малый противолодочный корабль (по западной классификации — корвет) ВМС Украины проекта 1241.2 «Молния-2» (по классификации НАТО Pauk-I class corvette). До 1998 года носил имя МПК-116.

## История
Заложен на стапеле Ярославского судостроительного завода № 512 20 октября 1983 года, 9 июля 1984 года зачислен в списки кораблей ВМФ. Спущен на воду 26 января 1985 года, вскоре был переведён по внутренним водным системам сначала в Азовское, а затем в Чёрное море для дальнейших испытаний. 9 сентября 1985 года вступил в строй, 12 сентября 1985 года включён в состав Черноморского флота.
Входил в состав 307-го дивизиона противолодочных кораблей 17-й бригады кораблей охраны водного района, которая базировалась на озере Донузлав.
В январе 1992 года личный состав Крымской военно-морской базы, которая базировалась в заливе Донузлав в посёлке Новоозёрное, начала принимать присягу Украины. Во время того, как командир корабля Карен Хачатуров находился на отдыхе дома, 5 апреля помощник командира Алексей Комиссаров вызвал экипаж не принявший украинскую присягу и совершил несанкционированный переход корабля из Новоозёрного в Севастополь. Перед выходом Комиссаров отправил телеграмму следующего содержания: «Мы требуем от глав государств СНГ скорейшего решения вопроса о судьбе Черноморского флота и в знак протеста против начатого разделения флота и решение вопроса политическими средствами, МПК-116 переходит на рейд города Севастополя. Экипаж МПК-116 выступает за единство Черноморского флота в составе СНГ. Прошу мой выход к рейду главной базы Черноморского флота считать протестом против неопределенного статуса Черноморского флота».
Данная акция была поддержана командующим Черноморским флотом адмиралом Игорем Касатоновым. После перехода в Севастополь прокурор города возбудил в отношении Алексея Комиссарова уголовное дело по статье «превышение должностных полномочий». «Побег» корабля под руководством Комиссарова вдохновил экипаж корабля СКР-112, который в июле 1992 года пожелал служить на Украине и перешёл из Новоозёрного в Одессу. Одним из кораблей, участвующих в операции по пресечению выхода СКР-112 в Одессу, являлся МПК-116.
Во время раздела Черноморского флота СССР был передан в состав ВМС Украины, будучи в неудовлетворительном состоянии. Был переклассифицирован в корвет и получил название «Хмельницкий» с индексом U208. Долгое время пребывал в резерве.
В сентябре 2011 года впервые вышел в море на ходовые испытания, после чего принял участие в командно-штабных учениях «Адекватное реагирование», отрабатывая поиск и уничтожение подводной лодки. Базируется в посёлке Новоозёрное.
21 марта 2014 года поднят Андреевский флаг. На данный момент находится под контролем РФ.